# 圣雷多圣母堂

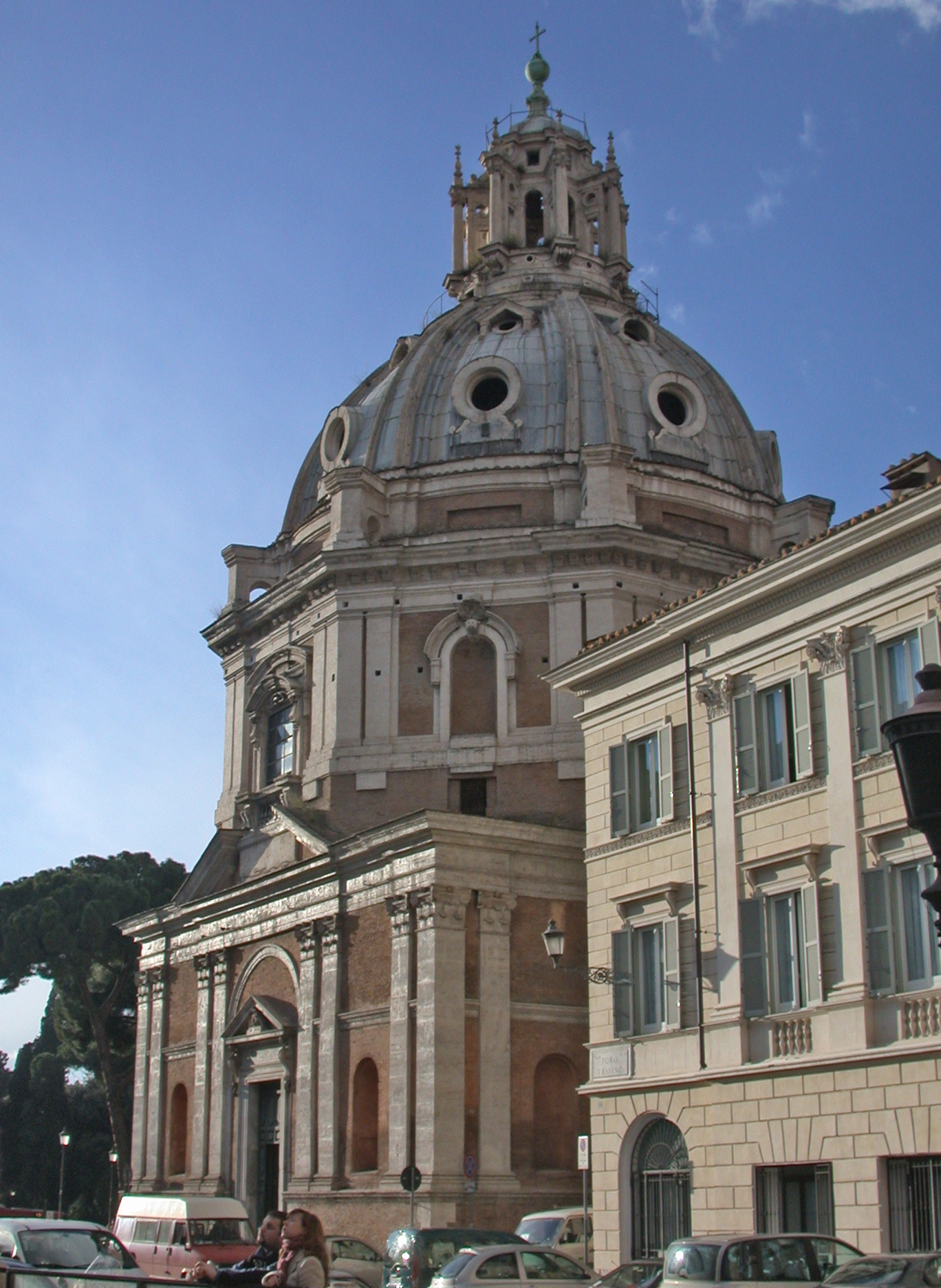
圣雷多圣母堂

圣雷多圣母堂（Santa Maria di Loreto）是意大利罗马的一座16世纪教堂，位于同名广场26号，就在图拉真圆柱街对面，靠近巨大的维托里亚诺。

## 历史
1500年圣年后，教宗亞歷山大六世准许面包师行会（Sodalizio dei Fornai）在一个小堂的原址上建造教堂。1507年，小安东尼奥·达·桑加罗（Antonio Sangallo il Giovane）开始动工兴建，呈八角形平面，穹顶则是由杜卡（Jacopo del Duca）在75年后完成。

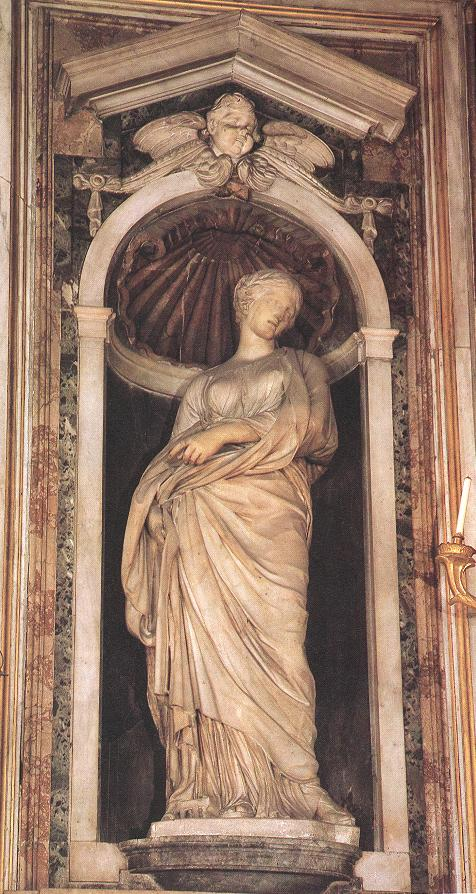